# Calais Campbell
Calais Malik Campbell (Denver, 1 september 1986) is een Amerikaans Americanfootballspeler. Campbell nam zes keer deel aan de Pro Bowl.